# 퀸스 도서관

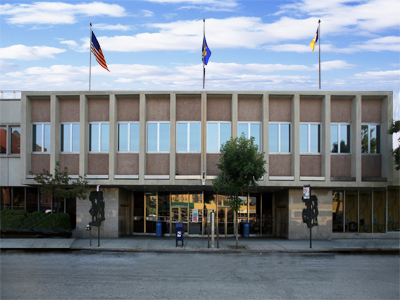
퀸스 도서관

퀸스 도서관(Queens Library)은 미국 뉴욕 퀸스에 있는 공공 도서관이다.